# Parque de la Piedra Tosca
El Parque de la Piedra Tosca, dentro del parque natural de la Zona Volcánica de La Garrocha en Les Preses, cerca de Olot, es un proyecto de paisajismo, realizado en el año 2004 por el estudio RCR Arquitectes formado por Rafael Aranda, Carme Pigem y Ramón Vilalta.
El parque se sitúa en una zona muy especial del parque natural, llena de rocas, que realmente son producto de la colada basáltica del volcán Croscat, y que fueron trasladadas con la finalidad de conseguir mayor superficie de cultivo al proceder al despedregado y nivelación de zonas con tierra más apta para la agricultura.
El proyecto se creó en 2004, con el objetivo de potenciar la singularidad del paisaje, ya modificado previamente por la obra humana y sorprender al visitante del parque natural.
El plano está formado por una serie de estrechos corredores marcados por postes de acero corten, que sujetan los túmulos que atraviesan, dando lugar a la formación de trazos lineales de los que se toma consciencia si se ven desde cierta altura.
Este trabajo de recuperación paisajística supuso una combinación equilibrada de elementos artificiales y naturales, que tuvo tan buen resultado que el Parc de Pedra Tosca consiguió el cuarto Premio Europeo de Paisaje Rosa Barba en el año 2006.